# Temporada de ciclones no Índico Norte de 2021
A temporada de ciclones no Índico Norte de 2021 foi um evento no ciclo anual de formação de ciclones tropicais. A temporada não tem, exatamente, data de início e finalização, ainda que os ciclones tendem a se formar entre março e dezembro, com maior incidência entre abril e novembro. Estas datas convencionalmente delimitam o período da cada ano quando a maioria dos ciclones tropicais se formam no norte do oceano Índico.
O escopo deste artigo é limitado ao Oceano Índico no Hemisfério Norte, a leste do Corno de África e a oeste da Península da Malásia. Existem dois Mares principais no Oceano Índico Norte - o Mar da Arábia, a oeste do subcontinente indiano, abreviado por ARB pelo Departamento Meteorológico da Índia (IMD); e a Baía de Bengala, a leste, abreviada BOB pelo IMD.
O Centro Meteorológico Regional Especializado oficial nesta bacia é o Departamento Meteorológico da Índia (IMD), enquanto o Centro Conjunto de Alerta de Tufões emite avisos não oficiais. Em média, três a quatro tempestades ciclônicas formam-se nesta bacia a cada estação.

## Resumo da temporada
A bacia manteve-se tranquila até 2 de abril, em que se formou uma depressão perto da costa de Myanmar no Norte do Mar de Andamão. Foi considerado raro desde a primeira tempestade de uma temporada, geralmente se forma a partir de meados de abril a maio, no entanto, dissipou-se no dia seguinte. Depois de um mês de inatividade, outra depressão formou-se ao largo da costa de Querala e Lakshadweep. Intensificou-se para uma depressão profunda no mesmo dia e, mais tarde, para uma tempestade ciclônica, sendo atribuído o nome de Tauktae pelo IMD. Continuou a intensificar-se, e em 17 de maio, Tauktae atingiu o pico como uma tempestade ciclônica extremamente severa antes de fazer desembarque em Gujarat horas mais tarde, dissipando-se em 19 de maio. Poucos dias após a tempestade se dissipar, uma depressão formou-se na Baía de Bengala em 23 de maio. Intensificou-se gradualmente para uma tempestade ciclônica e atribuiu o nome Yaas. A tempestade ciclônica se intensificou ainda mais em 25 de maio e fez desembarque no Estado de Orissa no dia seguinte, tornando-se o segundo ciclone a atingir a nação em um período de dez dias. Depois de um longo intervalo de três meses e meio, em 12 de setembro uma depressão formou-se na Baía de Bengala, tornando-se o primeiro sistema na temporada pós-monção. Na semana seguinte, outra depressão formou-se sobre a Baía Leste-central de Bengala, tornando o segundo sistema na temporada pós-monção. Mais tarde, intensificou-se para uma depressão profunda e em 25 de setembro de 2021, intensificou-se para uma tempestade ciclônica chamada Gulab, tornando-se a primeira tempestade nomeada na temporada pós-monção. Então, após apenas dois dias, os remanescentes da tempestade ciclônica Gulab entrou no Mar Arábico e se fortaleceu para uma depressão e se tornou "ARB 02". ARB 02 intensificou-se para uma tempestade ciclônica e foi nomeado "Shaheen" pelo DMI.

## Sistemas

### Depressão BOB 01
Em 31 de março, às 00:00 UTC (05:30 IST), um sistema de baixa pressão formou-se a sul do mar de Andamão. Em 1 de abril às 09:00 UTC (14:30 IST), gradualmente se intensificou em uma área de baixa pressão bem marcada. em 2 de abril às 00:00 UTC (05: 30 IST) as condições favoráveis ajudaram a intensificar o sistema em uma depressão. Em 3 de abril, às 06:00 UTC (11: 30 IST), ele moveu-se para Norte-Nordeste em direção à costa de Mianmar e IMD desclassificou o sistema para uma baixa pressão bem marcada.
A influência do sistema causou chuvas leves a moderadas na maioria dos lugares das Ilhas Andamão e chuvas fortes em poucos lugares. O remanescente do sistema causou chuvas isoladas sobre a costa de Mianmar. Ventos estimados de até 40–50 km/h (25–30 mph) com rajadas até 60 km/h (35 mph) foram registados na ilha. A primeira depressão tropical da bacia, também foi uma perturbação rara desde que se formou no início de abril, enquanto a maior parte da ciclogênese ocorre durante meados de abril ou durante todo o mês de Maio.

### Tempestade ciclônica Tauktae
A tempestade ciclônica extremamente severa Tauktae (pronúncia birmanesa: [taʊʔtɛ̰]) foi um poderoso ciclone tropical do mar Arábico em 2021 que se tornou o ciclone tropical mais forte a atingir o estado indiano de Gujarat desde o ciclone de Gujarat de 1998 e um dos mais fortes ciclones tropicais já afetados a costa oeste da Índia.

### Tempestade ciclônica muito severa Yaas
A tempestade ciclônica muito severa Yaas ( pronúncia árabe: [jaʔas]  ) foi um ciclone tropical relativamente forte e muito prejudicial que atingiu a costa de Orissa e trouxe impactos significativos para Bengala Ocidental durante o final de maio de 2021. A segunda tempestade ciclônica, a segunda tempestade ciclônica severa e a segunda tempestade ciclônica muito severa da temporada de ciclones de 2021 no Oceano Índico Norte, Yaas se formou a partir de uma perturbação tropical que o Departamento Meteorológico da Índia rastreiou pela primeira vez em 23 de maio. As condições na bacia favoreceram o desenvolvimento, pois o sistema se tornou uma depressão profunda no final do dia, antes de se intensificar em uma tempestade ciclônica no dia seguinte, recebendo o nome de Yaas. O sistema se intensificou ainda mais ao virar para o nordeste, tornando-se uma forte tempestade ciclônica em 24 de maio, apesar do cisalhamento moderado do vento. As condições marginalmente favoráveis continuaram à medida que Yaas acelerou para nordeste, fortalecendo-se para um ciclone tropical equivalente à Categoria 1 e para uma tempestade ciclônica muito severa em 25 de maio. Yaas cruzou a costa norte de Orissa cerca de 20 km ao sul de Balasore em seu pico de intensidade como uma tempestade ciclônica muito severa em 26 de maio. Após o desembarque, o JTWC e o IMD emitiram seus comunicados finais à medida que Yaas enfraquecia ainda mais no interior enquanto virava na direção norte-noroeste.

### Depressão profunda BOB 03
Em 10 de setembro de 18:00 UTC (23:30 IST), O JTWC observou uma área de convecção que havia se formado a cerca de 489 nmi (906 km) de Chenai, Índia. O JTWC deu-lhe uma chance média de formação, por causa da presença de cisalhamento de vento moderado. Às 06:00 UTC (11:30 IST) do dia seguinte, o DMI informou que, sob a influência de uma circulação ciclônica, uma área de baixa pressão havia se formado sobre a Baía central leste de Bengala, devido à formação de uma circulação de baixo nível. Em 12 de setembro, o DMI classificou o sistema para uma área de baixa pressão bem marcada, já que a circulação prevalecente de baixo nível havia se intensificado para uma circulação ciclônica ou um vórtice. Seguiu-se o JTWC emitindo um TCFA para o sistema devido ao enfraquecimento do cisalhamento vertical do vento. Às 15:00 UTC (20:30 IST), a bem marcada baixa pressão foi atualizada para uma depressão, devido à maior consolidação do vórtice ciclônico. Além disso, as condições favoráveis prevalecentes como temperaturas quentes da superfície do mar, cisalhamento de vento baixo a moderado e uma forte Oscilação Madden-Julian também suportaram a intensificação do sistema. Foi designado como BOB 03. Às 03:00 UTC (08:30 IST) do dia seguinte, o sistema foi atualizado para uma depressão profunda, uma vez que imagens de satélite mostraram que o seu vórtice ciclônico tinha organizado ainda mais. Prevaleceram condições igualmente favoráveis, o que ajudou na intensificação do sistema, apesar de ter atingido terra perto de Chandbali, Orissa entre as 00:00 UTC e 01:00 UTC (05:30 IST e 06:30 IST).[75] Às 06:30 UTC (12:00 IST), o JTWC cancelou seu TCFA, como o centro do sistema passou por terra, o que diminuiu a chance de intensificação, apesar das condições favoráveis. O sistema conseguiu manter a sua intensidade devido às condições monossonais prevalecentes à medida que se desloca mais para o interior sobre o centro-norte de Orissa, em direção à região norte do Estado de Chatisgar.
À medida que o sistema atravessava Orissa e chegava ao norte de Chatisgar, enfraquecia-se para uma depressão, mas as condições monsoonais prevalecentes mantiveram o sistema vivo e ele continuou a mover-se sobre o norte de Chatisgar em direção a Madia Pradexe. O sistema enfraqueceu-se para uma área de baixa pressão bem marcada sobre o nordeste de Madia Pradexe às 00:00 UTC (05:30 IST) de 15 de setembro.
A depressão causou chuvas recorde em Orissa, com Puri registando 341 mm de chuva, quebrando o recorde de 87 anos que foi feito em 1934. Junto com Puri, Bhubaneswar também registou 195 mm de chuva, quebrando o recorde de 63 anos que foi feito em 1958. Duas mortes foram relatadas. Em Bengala Ocidental, as bandas exteriores do sistema causaram chuvas intensas principalmente sobre os distritos de East Midnapore, West Midnapore, North 24 Parganas e South 24 Parganas do estado em 14 de setembro. Em muitas partes de Calcutá, registaram-se fortes chuvas e inundações que causaram perturbações no tráfego. O aeroporto de Kolkata ficou inundado, o que causou atrasos nos voos, no entanto, nenhum voo foi cancelado. A cidade registou 63,6 mm nas últimas 24 horas, dos quais, Dum Dum, no norte de Calcutá, registou a precipitação mais pesada do dia, com 130 mm de chuva. O sistema também causou chuvas fortes em Jarcanda, Norte de Maarastra, Madia Pradexe e Chatisgar.

### Tempestade ciclônica Gulab
Em 24 de setembro, o JTWC notou um ciclone que estava produzindo ventos de tempestade tropical localizados sobre a baía centro-leste de Bengala, 211 nmi (391 km) ao sul de Chittagong, Bangladesh, designando o sistema como 03B. O IMD observou o sistema como uma área de baixa pressão às 03:00 UTC (08:30 IST); o sistema formou-se a partir de uma circulação ciclônica que persistiu sobre o Golfo de Martabã. Mais tarde foi atualizado para uma área de baixa pressão bem marcada às 11:00 UTC (16:30 IST), uma vez que desenvolveu um vórtice ciclônico às 06:00 UTC (11:30 IST). Às 15:00 UTC (20:30 IST), o DMI classificou-o como uma depressão, uma vez que a convecção tinha ainda mais organizado e as nuvens estavam se movendo de forma curvada. Condições favoráveis, como temperaturas moderadas a altas na superfície do mar, a oscilação Madden–Juliano sendo favorável para o desenvolvimento de ciclones tropicais, e baixo cisalhamento vertical do vento permitiu a intensificação. Pelas 03:00 UTC do dia seguinte, o sistema foi atualizado para uma depressão profunda, como a nuvem mais organizada perto do centro. Havia também a presença de ar quente humido sobre o centro do sistema. Às 15:00 UTC (20:30 IST), o DMI classificou-o como uma tempestade ciclônica, uma vez que a sua convecção se tinha organizado melhor com um nublado denso central definido. O sistema chamava-se Gulab, o que foi sugerido pelo Paquistão. O nome significa rosa em Urdu/Hindi. À medida que continuou para oeste, as bandas de nuvens do ciclone Gulab tocaram as regiões costeiras do norte de Andra Pradexe e sul de Orissa, o que indicava que tinha iniciado o seu processo de desembarque (landfall) por volta das 18:00 (12:30 UTC) de 26 de setembro. Às 17:00 UTC (10:30 IST), tinha atravessado 20 km a norte de Kalingapatnam. Às 21:00 UTC (02:30 IST), o JTWC emitiu o seu último aviso antes da queda da terra. Três horas depois, a DMI baixou-a para uma depressão profunda, como tinha perdido a sua energia depois de viajar sobre terreno Índio montanhoso. Enfraqueceu-se ainda mais para uma depressão às 20:00 (14:30 UTC) quando entrou no Estado de Telanganá. Manteve a sua intensidade enquanto viajava para oeste até às 14:00 IST (08:30 UTC), quando se enfraqueceu para uma área de baixa pressão bem marcada sobre Vidarbha Ocidental. O remanescente de Gulab mais tarde tornou-se o ciclone Shaheen sobre o Mar Arábico.
Em Andra Pradexe, Gulab causou grandes danos nos distritos de Srikakulam e Vizianagaram. As comunicações e a eletricidade foram interrompidas e as árvores arrancadas causaram congestionamento nas estradas. A cidade de Vizianagaram foi inundada com água por causa do sistema de drenagem subterrânea inadequado e centenas de árvores e sinais outdoors caíram em diferentes lugares. Em Vizag, chuvas fortes causaram enchentes regionais e ventos fortes que causaram o desenraizamento de várias árvores. As fortes chuvas também causaram a inundação do aeroporto. A cidade registou 282 mm em 24 horas, tornando o mês de setembro mais chuvoso apenas atrás do ano de 2005. Duas pessoas morreram por afogamento. À medida que Gulab enfraquecia numa depressão profunda, ele entrou em Telanganá e Chatisgar despejando enormes quantidades de chuvas fortes. Em Telanganá, especialmente Hyderabad, inundações repentinas causaram perturbação no tráfego e graves dificuldades para os moradores. Duas pessoas foram levadas por um riacho transbordado. Devido à situação acima, o governo de Telanganá declarou um feriado para todos os escritórios do governo, escolas e instituições. As chuvas fortes fizeram com que o rio Musi transbordasse. Registaram-se também fortes chuvas em Chatisgar. O remanescente do ciclone Gulab, causou chuvas devastadoras e deslizamentos de terra em Maharashtra. De acordo com a força de resposta a desastres do Estado, treze pessoas e 206 animais foram mortos pelas inundações de oito distritos do estado. Quatro pessoas desapareceram depois que um ônibus de transporte do Estado de Maarastra foi varrido por um fluxo transbordante perto de Ummarkhed, Maarastra, no entanto dois dos seis viajantes foram resgatados com sucesso.

### Tempestade ciclônica severa Shaheen
Em 29 de setembro, o remanescente do ciclone Gulab entrou no nordeste do Mar Arábico como uma área de baixa pressão bem marcada. No mesmo dia, às 17:30 UTC (23:00 IST), o JTWC emitiu um TCFA, uma vez que desenvolveu uma convecção bem definida e um centro de circulação de baixo nível. Às 00:00 UTC (05:30 IST) do dia seguinte, o DMI classificou-o como uma depressão sobre o Golfo de Kutch e foi designado como ARB 02. As últimas imagens de satélite em 3D do INSAT mostraram que a convecção tinha aumentado perto de seu centro. Às 21:00 UTC (02:30 IST), o JTWC classificou-o como uma tempestade tropical, no entanto, como 03B, uma vez que a agência afirma fazer parte do ciclone Gulab. Ao mesmo tempo, a DMI classificou-a para uma depressão profunda. Seis horas mais tarde, o sistema foi ainda atualizado para uma tempestade ciclônica, como as bandas espirais foram vistas encerrando o obscuro centro de circulação de baixo nível. O sistema chamava-se Shaheen, que foi nomeado pelo Catar. O nome Shaheen significa Falcão branco real ou falcão.

### Tempestade Ciclônica Jawad
O India Meteorological Department avisou já no dia 02 de dezembro que um ciclone se formaria na Baía de Bengalda nas próximas 24 horas e Jawad foi nomeado no dia 03, como uma tempestade ciclônica. Avisos foram divulgados de que se moveria para noroeste e alcançaria as costas norte de Andhra Pradesh e sul de Odisha na manhã de 4 de dezembro e que depois giraria para norte-nordeste e atingiria a costa de Odisha, se aproximando de Puri por volta do meio-dia de 5 de dezembro.

## Nome dos ciclones tropicais
Dentro desta bacia, a um ciclone tropical atribui-se-lhe um nome quando se estima que tem atingido a intensidade de Tempestade Ciclónica com ventos de 65 km/h (40 mph). Os nomes foram selecionados por uma nova lista do Centro Meteorológico Regional Especializado em Nova Deli em meados do ano 2020. Não há retiro de nomes de ciclones tropicais nesta bacia já que a lista de nomes só está programada para se usar uma vez antes de uma nova lista de nomes se redige. Se um ciclone tropical com nome translada-se à bacia desde o Pacífico Ocidental, conservará seu nome original. Os seguintes oito nomes disponíveis da Lista de nomes de tempestades do Oceano Índico Norte encontram-se a seguir.
| - Tauktae - Yaas - Gulab - Shaheen | - Jawad - Asani (sem usar) - Sitrang (sem usar) - Mandous (sem usar) |

## Efeitos sazonais
Esta é uma tabela de todas as tempestades na Temporada de ciclones no Índico Norte de 2021. Ele menciona todas as tempestades da temporada e seus nomes, duração, intensidades de pico (de acordo com a escala de tempestade IMD), danos e totais de morte. Os totais de danos e mortes incluem os danos e mortes causados quando a tempestade foi uma onda precursora ou uma baixa extratropical, e todos os números de danos são de Dólares de 2021.
| Nome                | Datas ativo                   | Classificação máxima                     | Velocidade de vento sustentados | Pressão               | Áreas afetadas                                                                | Danos (USD)       | Fatalidades | Refs                 |
| ------------------- | ----------------------------- | ---------------------------------------- | ------------------------------- | --------------------- | ----------------------------------------------------------------------------- | ----------------- | ----------- | -------------------- |
| BOB 01              | 2 de abril – 3                | Depressão                                | 45 km/h (30 mph)                | 1000 hPa (30 inHg)    | Ilhas Andamão e Nicobar                                                       | Nenhum            | 0           |                      |
| Tauktae             | 14 de maio – 19               | Tempestade ciclônica extremamente severa | 185 km/h (115 mph)              | 950 hPa (28 inHg)     | Deli, Kerala, Laquedivas, Maldivas, Harianá, Sinde, Sri Lanka, Oeste da Índia | $2,1 mil milhões  | 174         | [ 84 ] [ 85 ]        |
| Yaas                | 23 de maio – 28               | Tempestade ciclônica muito severa        | 140 km/h (85 mph)               | 970 hPa (29 inHg)     | Ilhas Andamão e Nicobar, Bangladesh, Este da Índia, Nepal, Uttar Pradesh      | $2,84 mil milhões | 20          | [ 86 ] [ 87 ] [ 88 ] |
| BOB 03              | 12 de setembro – 15           | Depressão profunda                       | 55 km/h (35 mph)                | 990 hPa (29 inHg)     | Chatisgar, Orissa, Madia Pradexe, Bengal Ocidental                            | Nenhum            | 2           | [ 89 ]               |
| Gulab               | 24 de setembro – 28           | Tempestade ciclônica                     | 85 km/h (50 mph)                | 992 hPa (29.3 inHg)   | Andra Pradexe, Chatisgar, Maarastra, Orissa, Telanganá                        | Desconhecido      | 17 (4)      | [ 72 ] [ 73 ] [ 76 ] |
| Shaheen             | 30 de setembro – 4 de outubro | Tempestade ciclônica severa              | 110 km/h (70 mph)               | 984 hPa (29.06 inHg)  | Paquistão, Irã, Gujarat, Omã, Arábia Saudita, Sindh, Emirados Árabes          | Não divulgado     | 14          | [ 90 ] [ 91 ] [ 92 ] |
| ARB 03              | 7 de novembro – 9             | Depressão                                | 45 km/h (30 mph)                | 1002 hPa (29.59 inHg) | Lakshadweep                                                                   | Não divulgado     | 0           |                      |
| BOB 05              | 10 de novembro – 12           | Depressão profunda                       | 45 km/h (30 mph)                | 998 hPa (29.47 inHg)  | Andhra Pradesh, Tamil Nadu, Kerala e Sri Lanka                                | Não divulgado     | 41          | [ 93 ]               |
| BOB 06              | 18 de novembro – 19           | Depressão                                | 45 km/h (30 mph)                | 1000 hPa (29.53 inHg) | Tamil Nadu                                                                    | Não divulgado     | 0           |                      |
| Jawad               | 2 de dezembro – 6             | Tempestade ciclônica                     | 75 km/h (45 mph)                | 1000 hPa (29.53 inHg) | Ilhas Andaman, Ilhas Nicobar, Andhra Pradesh, Odisha e Baía de Bengal         | Não divulgado     | 2           | [ 94 ]               |
| Totais da temporada |                               |                                          |                                 |                       |                                                                               |                   |             |                      |
| 10 sistemas         | 2 de abril – 6 de dezembro    |                                          | 185 km/h (115 mph)              | 950 hPa (28.05 inHg)  |                                                                               | $5.309.292.400    |             |                      |